# Hartmannsdorf (bei Chemnitz)
Hartmannsdorf ist eine Industriegemeinde im Landkreis Mittelsachsen nahe Chemnitz im Freistaat Sachsen.

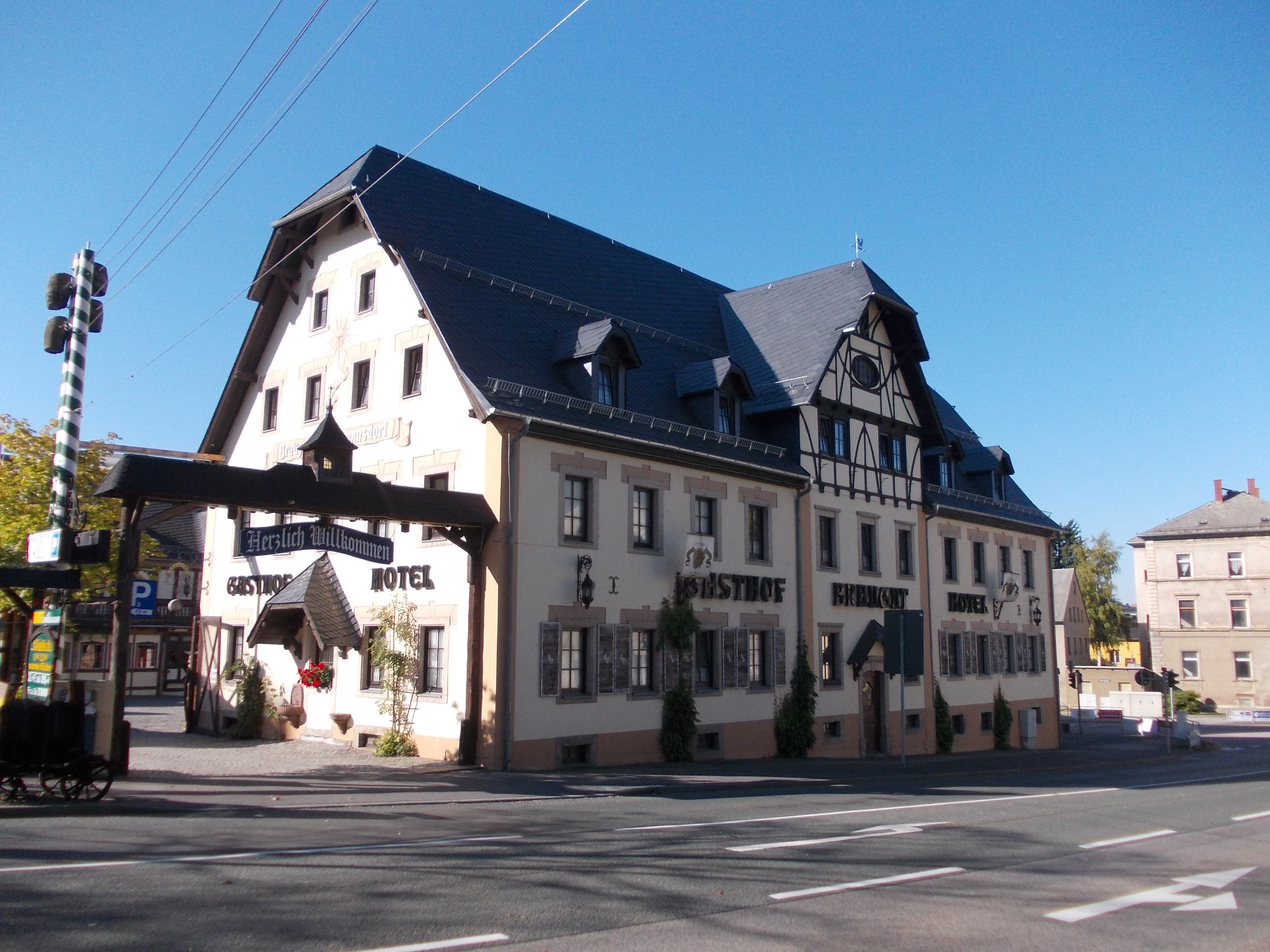
Das Braugut

## Geographie
Hartmannsdorf liegt im Mittelsächsischen Hügelland zwischen der Leipziger Tieflandsbucht im Norden und dem erzgebirgischen Becken im Süden (Grenze ist der Höhenzug des Totensteins) auf einer mit fruchtbaren Lößlehmböden ausgestatteten landwirtschaftlich genutzten Hochfläche zwischen den tief eingeschnittenen Flusstälern der Chemnitz im Osten und den bewaldeten Steilufern der Zwickauer Mulde im Westen.
Die Gemeinde zwischen Limbach-Oberfrohna, Mühlau und Burgstädt grenzt unmittelbar an die nordwestlichen Gebiete der Stadt Chemnitz.

## Geschichte

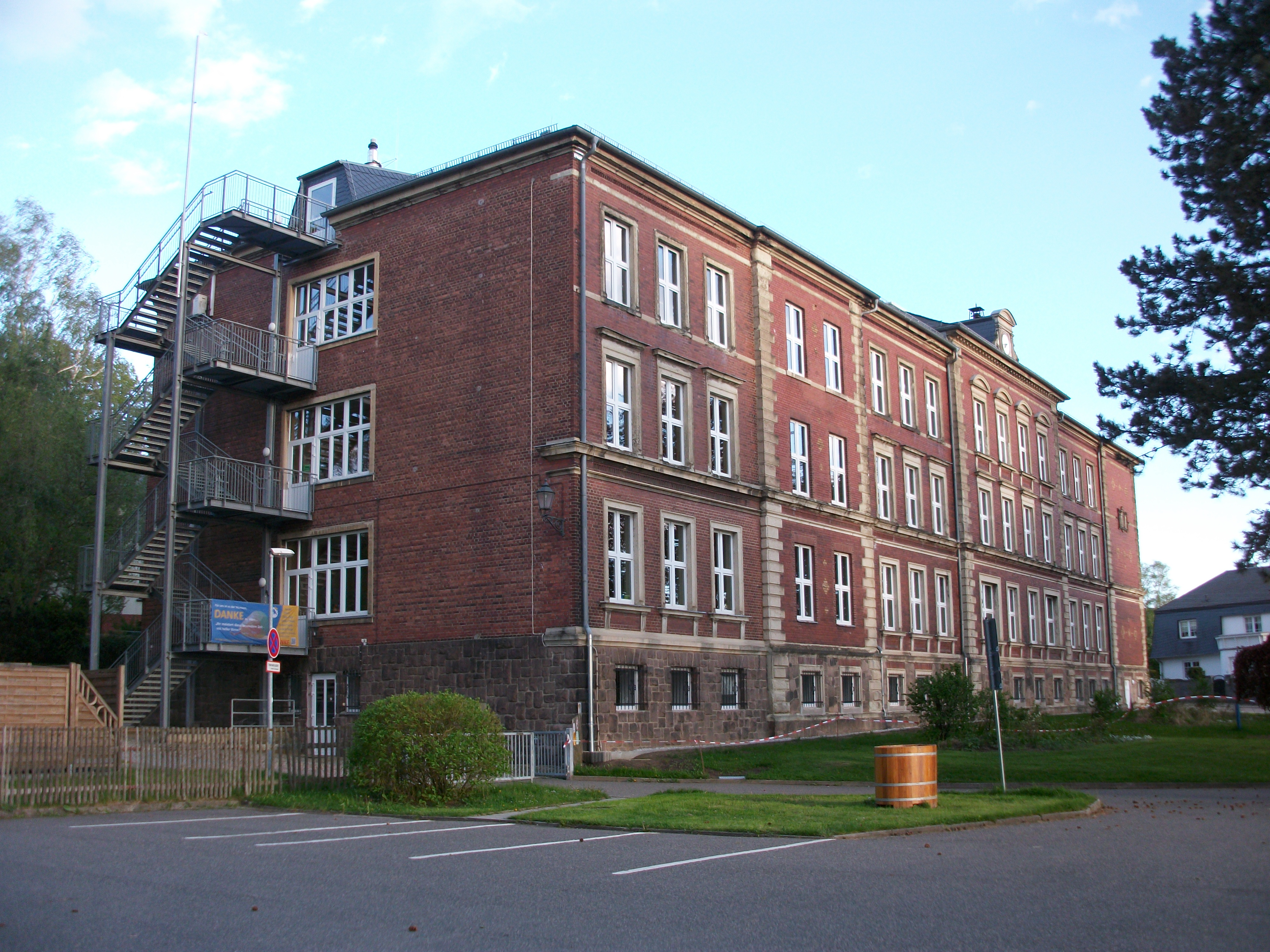
Grund- und Oberschule Hartmannsdorf (bei Chemnitz)

Ein exakter Nachweis über die Gründung Hartmannsdorfs ist nicht zu führen, sie dürfte aber in die zweite Hälfte des 12. Jahrhunderts fallen. Damals kamen mit der Errichtung von Burgen und Klöstern Siedler aus Rhein- und Mainfranken über Thüringen in das Gebiet. Es wird angenommen, dass ein Lokator namens Hartmann, der Hartmannsdorf seinen Namen gab, im 12. Jahrhundert durch die Burgen  Zinnberg oder Drachenfels den Oberlauf des Brausebaches, der Hartmannsdorf durchfließt, als Siedlungsgebiet zugewiesen bekam. Als Gründungsjahr einer Ortschaft ist die erste urkundliche Erwähnung festgelegt, und diese liegt für Hartmannsdorf im Jahre 1346 in einer Matrikel (Steuerliste) des Bistums Meißen, die als Abschrift im Domstiftsarchiv Bautzen aufbewahrt wird.
Jahrhunderte prägte das bäuerliche Leben das Geschehen im Dorf, wobei nach und nach auch Handwerker, wie beispielsweise Schmiede, holzverarbeitende Handwerker und Müller ansässig wurden, die Dienstleistungen anboten, die für die Bauern wichtig waren.
Die Lage des Dorfes an dem jahrhundertealten Verbindungsweg zwischen Chemnitz und Leipzig brachte sowohl Positives als auch Negatives. Der starke Verkehr von Pferdefuhrwerken, die für Händler unterwegs waren, erschloss den Bauern des Dorfes Nebenerwerbsquellen, die sich einmal aus dem Pferdeverschleiß bzw. Rosshandel und zum andern aus Vorspanndiensten zur Überwindung des Chemnitzer Berges für vollbeladene Fuhrwerke ergaben. Negativ wirkte sich die Lage des Dorfes in Kriegszeiten aus. Im Dreißigjährigen Krieg wurde Hartmannsdorf neben Plünderungen und Brandschatzungen auch noch von der Pest heimgesucht. Im Nordischen Krieg, im 2. Schlesischen Krieg, im Siebenjährigen Krieg und zur Völkerschlacht war der Ort durch Einquartierungen und Durchmärsche in Mitleidenschaft gezogen.
Die industrielle Entwicklung begann in Hartmannsdorf wie in den umliegenden Orten im 18. Jahrhundert. Bei der Gründung der Peniger Strumpfwirkerinnung 1750 traten ihr bereits zehn Hartmannsdorfer Meister bei. Ein knappes Jahrhundert später entstanden in Hartmannsdorf große Fabrikgebäude, als erstes 1846 die Firma Moritz Voigt und Kaiser (Stoffhandschuhe), welche die bisherigen Strumpfwirker und deren Familienangehörige als Arbeiter und viele Frauen als Heimarbeiterinnen beschäftigten. Die Stoffhandschuhindustrie ließ zugleich auch Färbereien, Bleichereien und Appreturanstalten aufblühen. Durch die hohe Nachfrage nach Maschinen entstand 1870 die erste größere Maschinenfabrik, die Firma Wirth.
Die schnelle industrielle und gewerbliche Entwicklung wandelte den landwirtschaftlichen Charakter Hartmannsdorfs in einen fabrikstädtischen um und ließ die Einwohnerzahlen in 50 Jahren sich mehr als verdreifachen (1840 = 1543 / 1890 = 5066).
1866 wurde die Freiwillige Feuerwehr Hartmannsdorf gegründet, und 1872 erhielt die Gasbeleuchtungs-Aktiengesellschaft zu Hartmannsdorf die Genehmigung zum Bau einer Gasanstalt. 1887 wurde die durchgängige Gasbeleuchtung im Dorf eingeführt. 1873 kam es zum Anschluss Hartmannsdorfs an die Bahnstrecke Limbach–Wittgensdorf. 1882–1907 wurde der Dorfbach überwölbt. 1894 wurde die neue Kirche eingeweiht.

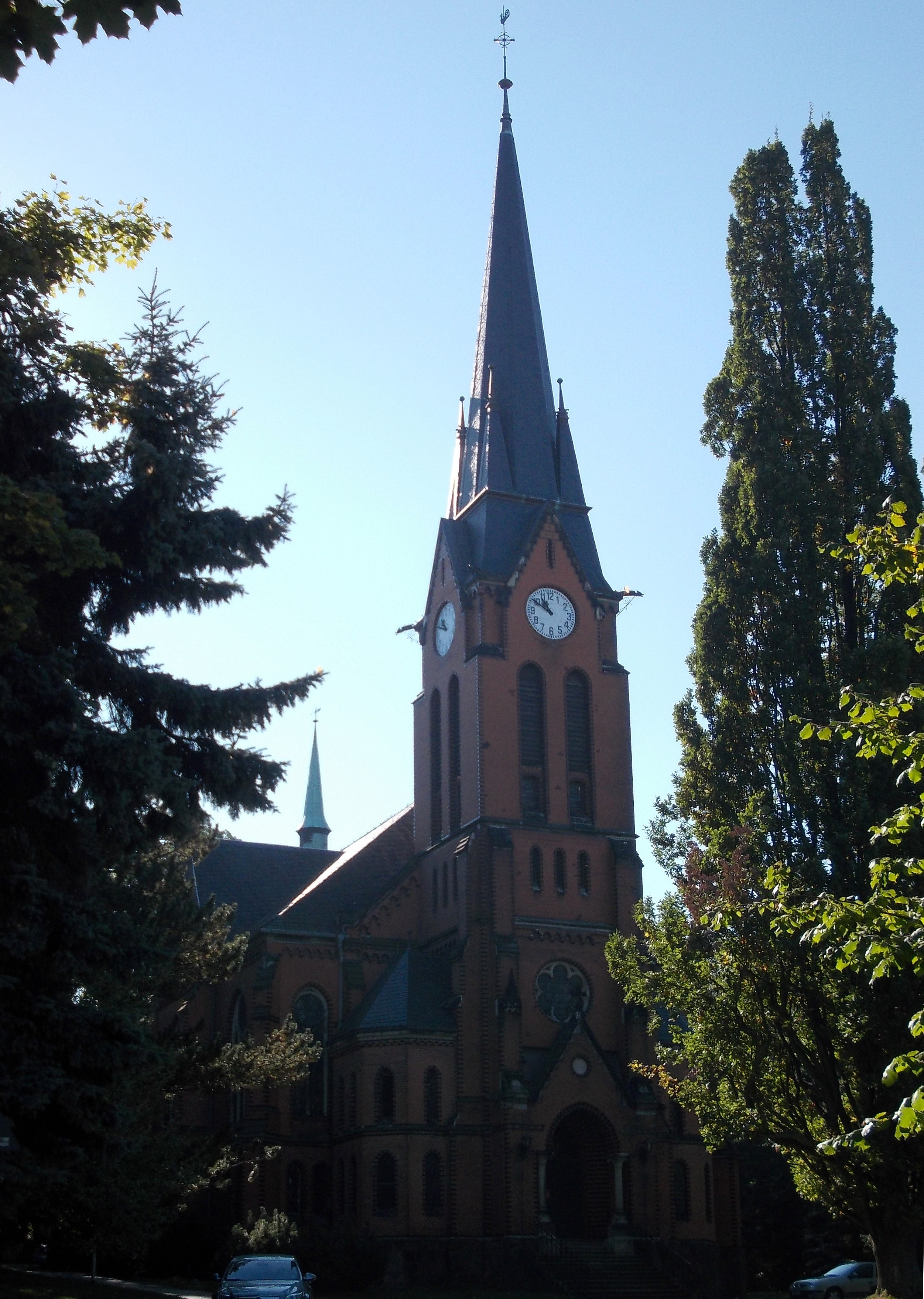
Kirche

1905 wurde die Stromversorgung Hartmannsdorfs durch das Elektrizitätswerk in Oberlungwitz übernommen. 1906 folgte die Eröffnung der ersten sächsischen Omnibuslinie Limbach-Mittweida über Hartmannsdorf. 1914/1915 wurde das Naturbad Hartmannsdorf eröffnet.
Der Erste Weltkrieg kostete das Dorf 239 Tote.
1919 wurde das Wasserwerk zur Versorgung des Dorfes mit gutem Trinkwasser aus eigenen Brunnen in Betrieb genommen. 1927 begann der Bau einer Abwasserentsorgungsanlage (Mannsbachschleuse), der Bau der Recenia sowie die Eingemeindung von Kühnhaide aus Göppersdorf. 1931 liefen die Erschließungsarbeiten zur Goethe-Siedlung an, und 1932 wurde die Siedlung Kühnhaide gegründet.
Neben den vielen Fabriken gab es in Hartmannsdorf ein dichtes Netz kleiner Handwerk, Gewerbe- und Handel treibender Betriebe. So sind unter anderem im Jahr 1929 im Adressbuch 23 Gaststätten und Konditoreien verzeichnet, von denen das Hotel „Kronprinz“ und der Gasthof „Stadt Chemnitz“ einen größeren Tanzsaal besaßen, 18 Schneider, 14 Bäcker, 12 Schuhmacher, 11 Friseure, 8 Gärtnereien, 7 Fleischer, 30 Lebensmittelgeschäfte (darunter 2 Konsumverkaufsstellen), 7 Zigarren-, Zigaretten- und Tabakhändler, 6 Motor- und Fahrradhandlungen, 4 Schokoladengeschäfte, 3 Uhrmachergeschäfte, 3 Galanteriegeschäfte, 2 Öl- und Seifengroßhändler, 2 Garn- und Seidenhandlungen und 7 Fuhrgeschäfte. Daneben bestanden 38 Vereine und Interessenverbände.
In Hartmannsdorf existierte während des Zweiten Weltkriegs ein Kriegsgefangenenlager der Wehrmacht, das Stammlager IV F. Von 1941 bis 1945 wurden von hier aus etwa 50.000 Kriegsgefangene zur Zwangsarbeit in der näheren Umgebung verteilt. Neben anderen war es das Aceso-Werk Alois Cerny & Söhne KG, das in Kriegszeiten Rüstungsaufträge annahm und Zwangsarbeiter beschäftigte.
Der Zweite Weltkrieg endete für Hartmannsdorf am 14. April 1945 nach geringem Widerstand mit dem Einzug amerikanischer motorisierter und gepanzerter Truppen, wobei eine Person getötet wurde, einige Scheunen in Flammen aufgingen und aus dem Gasbehälter des Gaswerkes eine meterhohe Flamme brannte. Den abziehenden Amerikanern folgte die Rote Armee, deren Besatzungszeit bis 1949 dauerte. Hartmannsdorf erlitt durch den Zweiten Weltkrieg 529 Tote, durch die Demontage der Maschinen in den größeren Betrieben kam die Wirtschaft fast völlig zum Erliegen.
Nach Gründung der DDR 1949 erholte sich die Wirtschaft langsam, was sich in Hartmannsdorf besonders in den traditionellen Textilbereichen, im Maschinenbau und in einem Elektronikbetrieb abzeichnete.
1965 brannte der Dachstuhl der Kirche ab, der Wiederaufbau erstreckte sich über mehrere Jahre.
Die Industrie war nach dem Ende der DDR nur bedingt in der freien Marktwirtschaft wettbewerbsfähig und brach fast völlig zusammen.
Der neue Gemeinderat beschloss 1993 in einer seiner ersten Sitzungen, ein Gewerbegebiet in Hartmannsdorf in einer Gesamtgrößenanordnung von ca. 65 Hektar an der Burgstädter Straße zu schaffen. Bis Mai 1994 waren alle Flächen verkauft.

### Gedenkstätten
- Gedenkstein am Elzingmarkt zur Erinnerung an die NS-Gegner Max Tennler und Arno Förster, die 1933 von SS-Männern am Elzteich ermordet wurden.
- Gedenkstein mit Informationstafel auf dem Grundstück Ziegelstraße 1 zur Erinnerung an 50.000 Zwangsarbeiter, die von 1941 bis 1945 das dort existierende Kriegsgefangenenlager Stalag IV F durchliefen.[2]
- Gedenkstein am alten Rotenfärber

## Politik

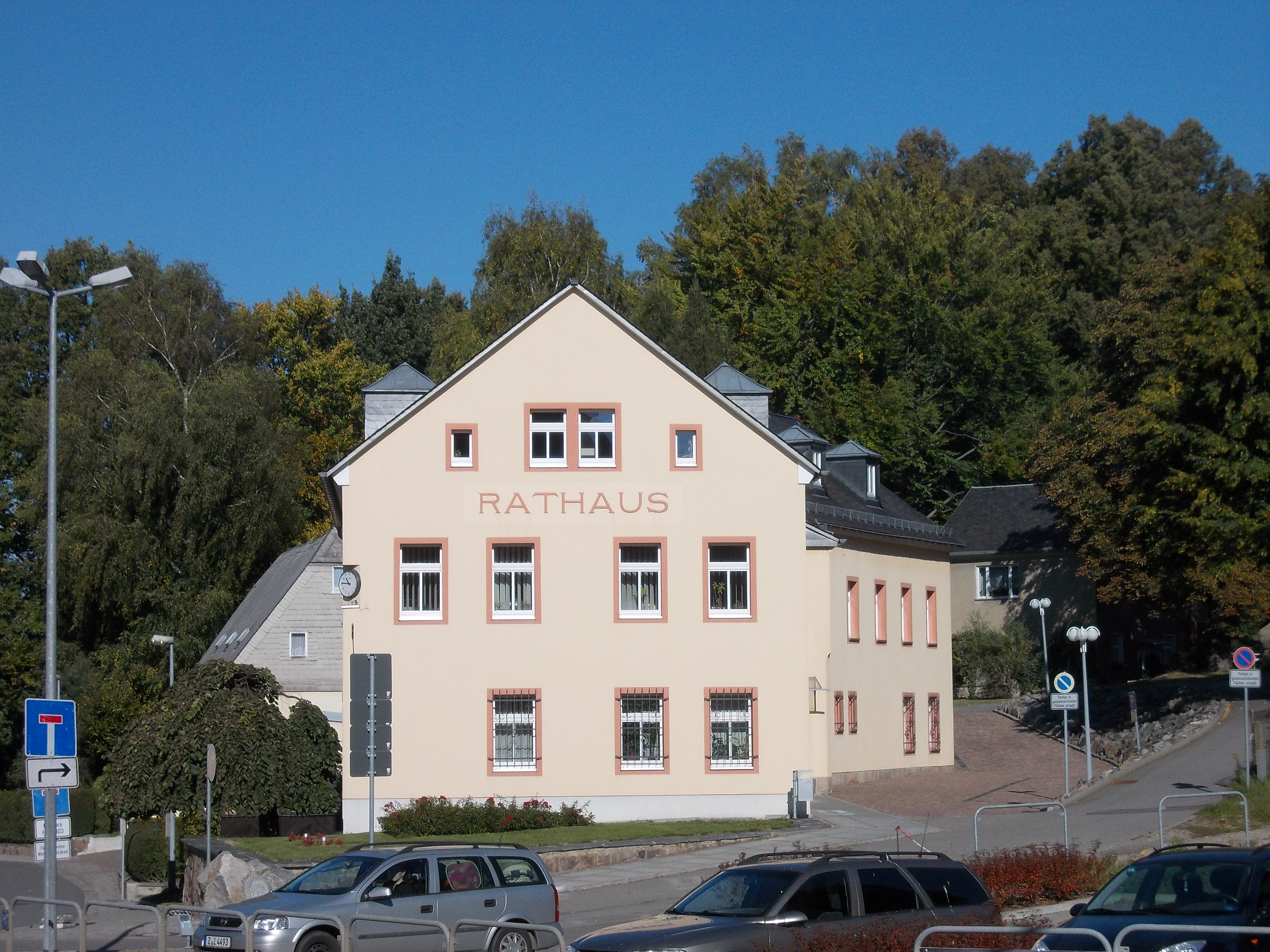
Das Rathaus

### Gemeinderat
Seit der Gemeinderatswahl am 9. Juni 2024 verteilen sich die 16 Sitze des Stadtrates folgendermaßen auf die einzelnen Gruppierungen:
- CDU: 9 Sitze
- Bürgerinitiative für Hartmannsdorf: 3 Sitze
- AfD: 1 Sitz (zwei Sitze bleiben mangels Kandidaten unbesetzt)
- Linke: 1 Sitz

| Gemeinderat ab 2024Insgesamt 14 Sitze - Linke: 1 - BfH: 3 - CDU: 9 - AfD: 1 Die AfD kann zwei Sitze nicht besetzen. Der Gemeinderat verkleinert sich entsprechend. | Liste                              | 2024   | 2024   | 2019   | 2019   | 2014   | 2014   |
| Gemeinderat ab 2024Insgesamt 14 Sitze - Linke: 1 - BfH: 3 - CDU: 9 - AfD: 1 Die AfD kann zwei Sitze nicht besetzen. Der Gemeinderat verkleinert sich entsprechend. | Liste                              | Sitze  | in %   | Sitze  | in %   | Sitze  | in %   |
| Gemeinderat ab 2024Insgesamt 14 Sitze - Linke: 1 - BfH: 3 - CDU: 9 - AfD: 1 Die AfD kann zwei Sitze nicht besetzen. Der Gemeinderat verkleinert sich entsprechend. | CDU                                | 9      | 50,9   | 8      | 49,6   | 9      | 51,6   |
| Gemeinderat ab 2024Insgesamt 14 Sitze - Linke: 1 - BfH: 3 - CDU: 9 - AfD: 1 Die AfD kann zwei Sitze nicht besetzen. Der Gemeinderat verkleinert sich entsprechend. | Bürgerinitiative für Hartmannsdorf | 3      | 25,5   | 5      | 30,1   | 6      | 40,2   |
| Gemeinderat ab 2024Insgesamt 14 Sitze - Linke: 1 - BfH: 3 - CDU: 9 - AfD: 1 Die AfD kann zwei Sitze nicht besetzen. Der Gemeinderat verkleinert sich entsprechend. | AfD                                | 1      | 18,5   | 1      | 12,3   | –      | –      |
| Gemeinderat ab 2024Insgesamt 14 Sitze - Linke: 1 - BfH: 3 - CDU: 9 - AfD: 1 Die AfD kann zwei Sitze nicht besetzen. Der Gemeinderat verkleinert sich entsprechend. | Linke                              | 1      | 5,0    | 1      | 8,0    | 1      | 8,3    |
| Gemeinderat ab 2024Insgesamt 14 Sitze - Linke: 1 - BfH: 3 - CDU: 9 - AfD: 1 Die AfD kann zwei Sitze nicht besetzen. Der Gemeinderat verkleinert sich entsprechend. | Wahlbeteiligung                    | 71,3 % | 71,3 % | 66,9 % | 66,9 % | 58,8 % | 58,8 % |

### Bürgermeister
Uwe Weinert (CDU) wurde im Januar 2015 im Amt bestätigt. Am 9. Januar 2022 wurde er erneut mit 98,9 % der gültigen Stimmen bei einer Wahlbeteiligung von 46,3 % zum Bürgermeister gewählt.
| Wahl | Bürgermeister       | Vorschlag | Wahlergebnis (in %) |
| ---- | ------------------- | --------- | ------------------- |
| 2022 | Uwe Weinert         | CDU       | 98,9                |
| 2015 | Uwe Weinert         | CDU       | 89,9                |
| 2008 | Uwe Weinert         | CDU       | 51,8                |
| 2001 | Fritz-Peter Weigert | BfH       | 54,1                |

### Ortspartnerschaften
Hartmannsdorf unterhält seit 1990 eine Ortspartnerschaft zu der baden-württembergischen Gemeinde Schönaich.

## Kultur und Sehenswürdigkeiten
- siehe auch: Liste der Kulturdenkmale in Hartmannsdorf

### Museum
Im Sächsischen Nutzfahrzeugmuseum sind rund 50 restaurierte Fahrzeuge mit Schwerpunkt auf historische Nutzfahrzeuge aus Sachsen zu sehen.

### Musik
- Schalmeienzunft Hartmannsdorf e. V.
- Young Life e. V. – Blasmusik aus Hartmannsdorf

### Freizeit
- Schützengesellschaft Hartmannsdorf e. V.

## Wirtschaft und Infrastruktur

### Verkehr

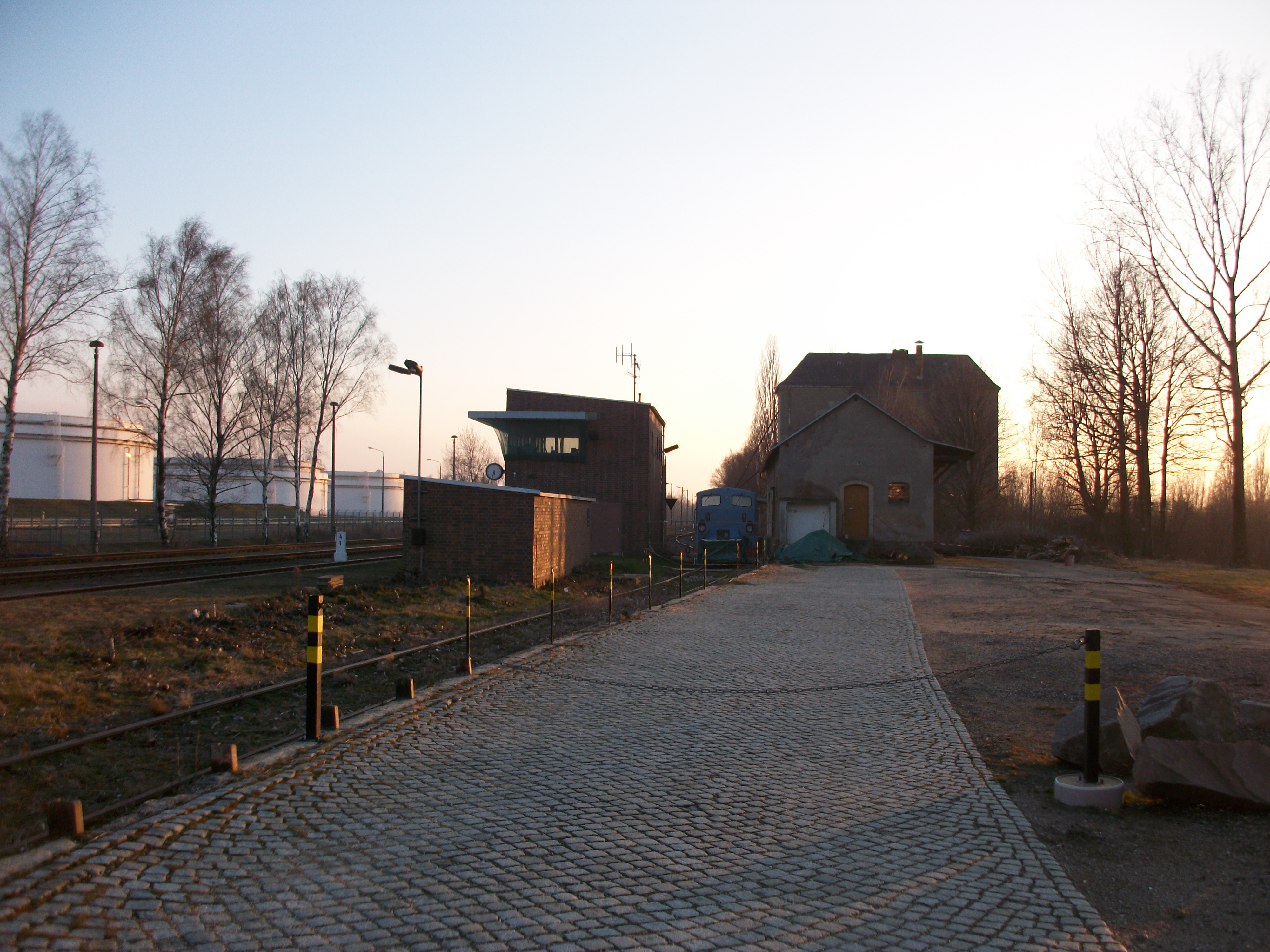
Bahnhof Hartmannsdorf b Chemnitz (2016)

Hartmannsdorf erhält mit der Verlängerung der A 72 einen direkten Autobahnanschluss. Seit der Eröffnung der A 72 ist die B 95 in Hartmannsdorf keine Bundesstraße mehr. Der Haltepunkt Hartmannsdorf (b Chemnitz) lag an der Bahnstrecke Limbach–Wittgensdorf.

### Gesundheitswesen

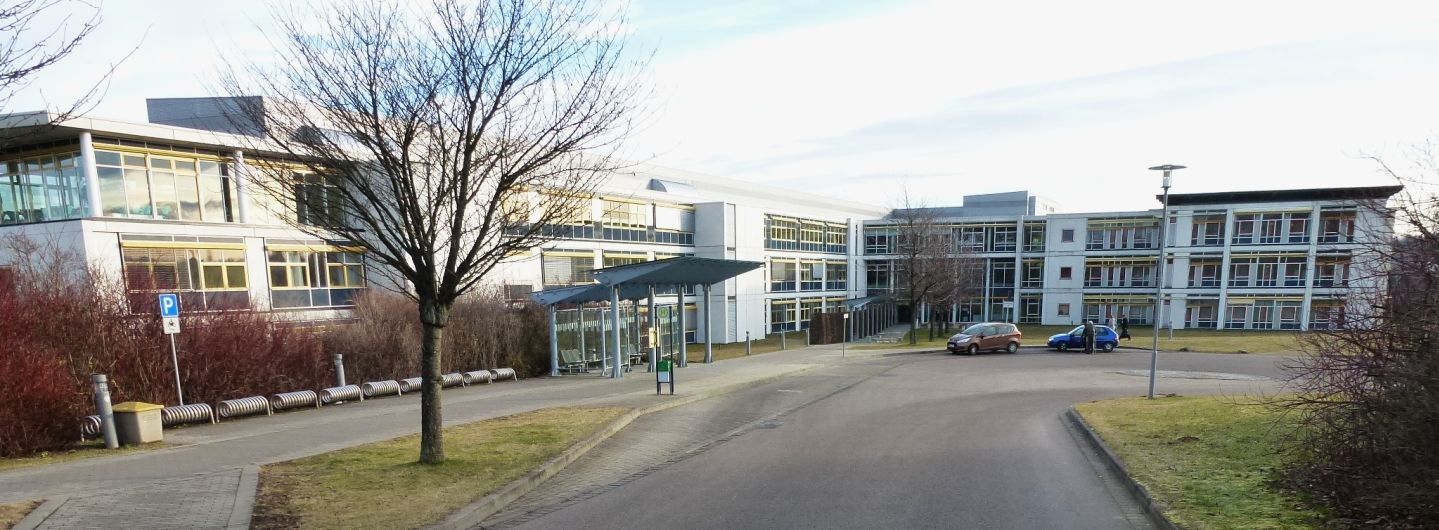
Diakoniekrankenhaus Chemnitzer Land

Das DIAKOMED - Diakoniekrankenhaus Chemnitzer Land (Träger: DIAKOMED gGmbH) ist ein Regelversorger.

### Ortsansässige Unternehmen
- Brauhaus Hartmannsdorf
- Diamant Fahrradwerke GmbH
- ELCON Systemtechnik GmbH
- Komsa Kommunikation Sachsen AG
- REGIOBUS Mittelsachsen GmbH
- Großtanklager der TotalEnergies Marketing Deutschland GmbH

## Persönlichkeiten
- Werner Schmidt-Hammer (1894–1962), Generalleutnant, Ritterkreuzträger
- Karl-Heinz Claus (1920–2005), Marketingleiter und Fachbuchautor
- Roland Mayer (1927–2013), Chemiker und Hochschullehrer
- Christoph Richter (* 1942), Politiker
- Gunnar Grosse (1939–2023), Komsa-Gründer, Ehrenbürger von Hartmannsdorf
- Paul-Luis Eckhardt (* 2000), Fußballspieler